# Міжріччя (Гусєвський район)
Міжріччя (рос. Междуречье) — селище Гусєвського району, Калінінградської області Росії. Входить до складу Кубановського сільського поселення.
Населення —  173 особи (2015 рік). 

## Населення
| 2002 | 2010 |
| ---- | ---- |
| 159  | ↗173 |